# Lobocleta xenosceles
Lobocleta xenosceles är en fjärilsart som beskrevs av Louis Beethoven Prout 1920. Lobocleta xenosceles ingår i släktet Lobocleta och familjen mätare. Inga underarter finns listade i Catalogue of Life.